# Beauvallon (Drôme)
Beauvallon is een gemeente in het Franse departement Drôme (regio Auvergne-Rhône-Alpes). De plaats maakt deel uit van het arrondissement Valence. Beauvallon telde op 1 januari 2022 1.638 inwoners.

## Geografie
De oppervlakte van Beauvallon bedraagt 3,12 vierkante kilometer; de bevolkingsdichtheid is 513 inwoners per km² (per 1 januari 2019).

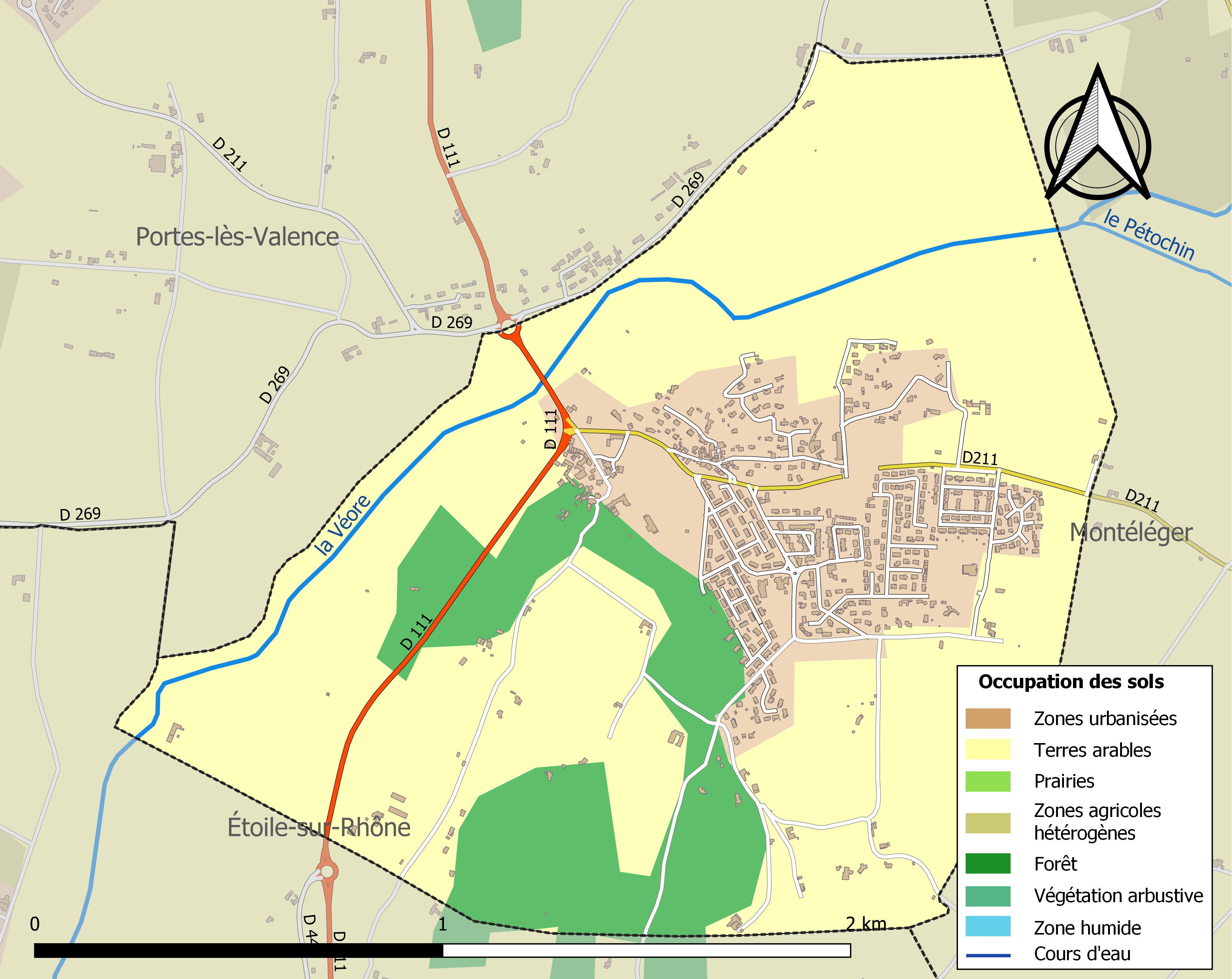
Kaart van de gemeente met belangrijkste infrastructuur, bodemgebruik en omliggende gemeenten

Beauvallon is daarnaast ook een plaats aan de Cote d'Azur tussen St Maxime en Port Grimaud, benevens een gemeente in het departement Rhône, zie hiervoor Beauvallon (Rhône).

## Demografie
Onderstaande figuur toont het verloop van het inwonertal (bron: INSEE-tellingen).